# Vámpírtintahal
A vámpírtintahal (Vampyroteuthis infernalis) a fejlábúak (Cephalopoda) osztályának tintahalalakúak (Coleoidea) alosztályába, ezen belül a Vampyromorphida rendjébe és a vámpírtintahal-félék (Vampyroteuthidae) családjába tartozó faj.
Nemének eddig az egyetlen felfedezett faja.

## Rendszertani besorolása
1903-ban, amikor Carl Chun, német tintahalszakértő leírta ezt a fajt, az Octopoda rendbe sorolta be. De azóta megtudtuk, hogy a szóban forgó fejlábúfaj, egy ősi rend legutolsó életben maradt képviselője, azaz egy törzsfejlődéses (philogenesis) reliktum faj. Legközelebbi rokona, és egyben családjának a másik faja, a középső jura korszakban élt, Vampyronassa rhodanica; bár a legújabb kutatások szerint meglehet, hogy nem is közeli rokonok.

## Előfordulása
A vámpírtintahal előfordulási területe minden trópusi és mérsékelt övi óceánok, illetve tengerek mélységeit foglalja magába.

## Megjelenése
Eddig a legnagyobb megtalált példány körülbelül 30 centiméteres volt. A gél állagú teste a bársonyos feketétől a világos vörösig változik. A nyolc karja, a közismert polipoktól eltérően nem szabadok, hanem összefogja egy köpenyszerű bőrréteg. A karok belső felén, számos tüske van; tapadókorongok, csak a kar külső felén, azaz a testtől távolabbi részén ülnek. A szeme a testéhez viszonyítva a legnagyobb az állatvilágban; 2,5 centiméter átmérőjű és vöröses vagy kékes árnyalatú - a szem színe a tengeralattjáró fényszórójától függ. Az egyedfejlődéséről majdnem semmit sem tudunk. A kevés adat szerint három stádiuma van: az elsőben csak egy pár úszója van, míg a másodikban már kettő fejleszt magának. A harmadik, felnőttkori stádiumában megint csak egy pár úszóval rendelkezik. Az osztályának többi fajához hasonlóan, a vámpírtintahalnak is van tintazacskója, melyből tintát kilőve elmenekül a támadója elől; ha ez nem válik be, akkor egy mozgékony, húsos cső alakú szerv segítségével, az úgynevezett tölcsérrel gyors úszásra képes - bár ez inkább a fiatal példányokra jellemző. Testének egyes részei, mint például a karjai és testén néhány vonal, biolumineszcenciára képes.

## Életmódja
Ez az állat a sötétbe burkolt és oxigénben szegény - 3%-os oxigénmennyiséggel is beéri, ami lehetetlen más fejlábúak és hasonló méretű állatok számára -, mély vizeket választotta élőhelyül. Általában 600-900 méter mélyen található meg.
Legfőbb táplálékai között a planktont alkotó Salpida-fajok (előgerinchúrosok), különböző tengeri állatok lárvái és a medúzák (Medusozoa) szerepelnek. Étrendjét kiegészíti evezőlábú rákokkal (Copepoda), kagylósrákokkal (Ostracoda), felemáslábú rákokkal (Amphipoda) és ászkarákokkal (Isopoda). A vámpírtintahalra a hosszúfarkú halakhoz (Macrouridae) tartozó Albatrossia pectoralis, valamint különböző cetek és fülesfókafélék vadásznak.

## Szaporodása
A szaporodásáról semmit sem tudunk, de feltételezések szerint, az egyéb mélytengeri fejlábúakhoz hasonlóan kevés számú, viszont nagy méretű petéket rak a nőstény, melyekre akár 400 napig is vigyázhat - ekkortájt nem táplálkozik, és a kikelések után elpusztul. Kikelésükkor a kis vámpírtintahalak körülbelül 8 milliméteresek. Átlátszóak és karjaik szabadok. Először a szikzacskó tartalmával, később pedig szerves törmelékkel táplálkoznak. Igen lassan fejlődnek ki.

## Képek

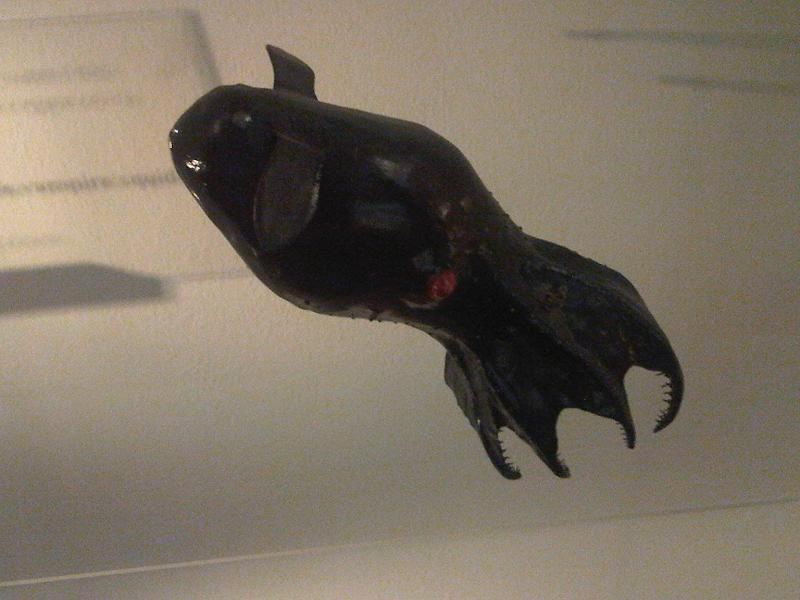
Modellek
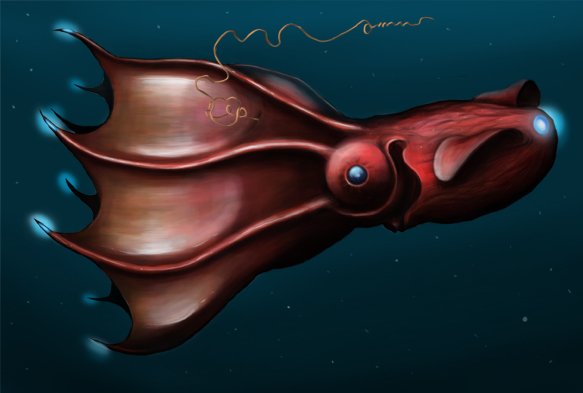
és
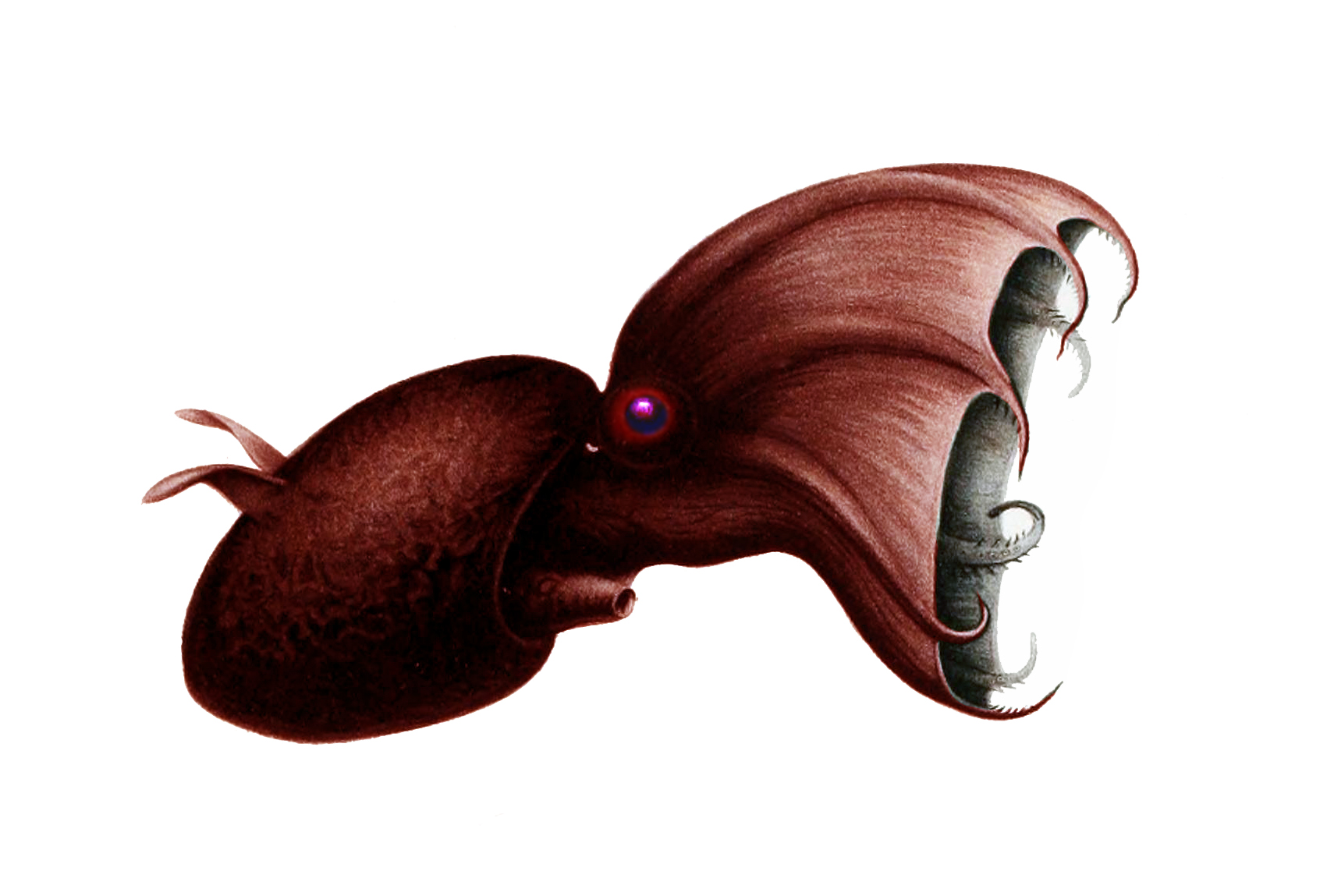
rajzok
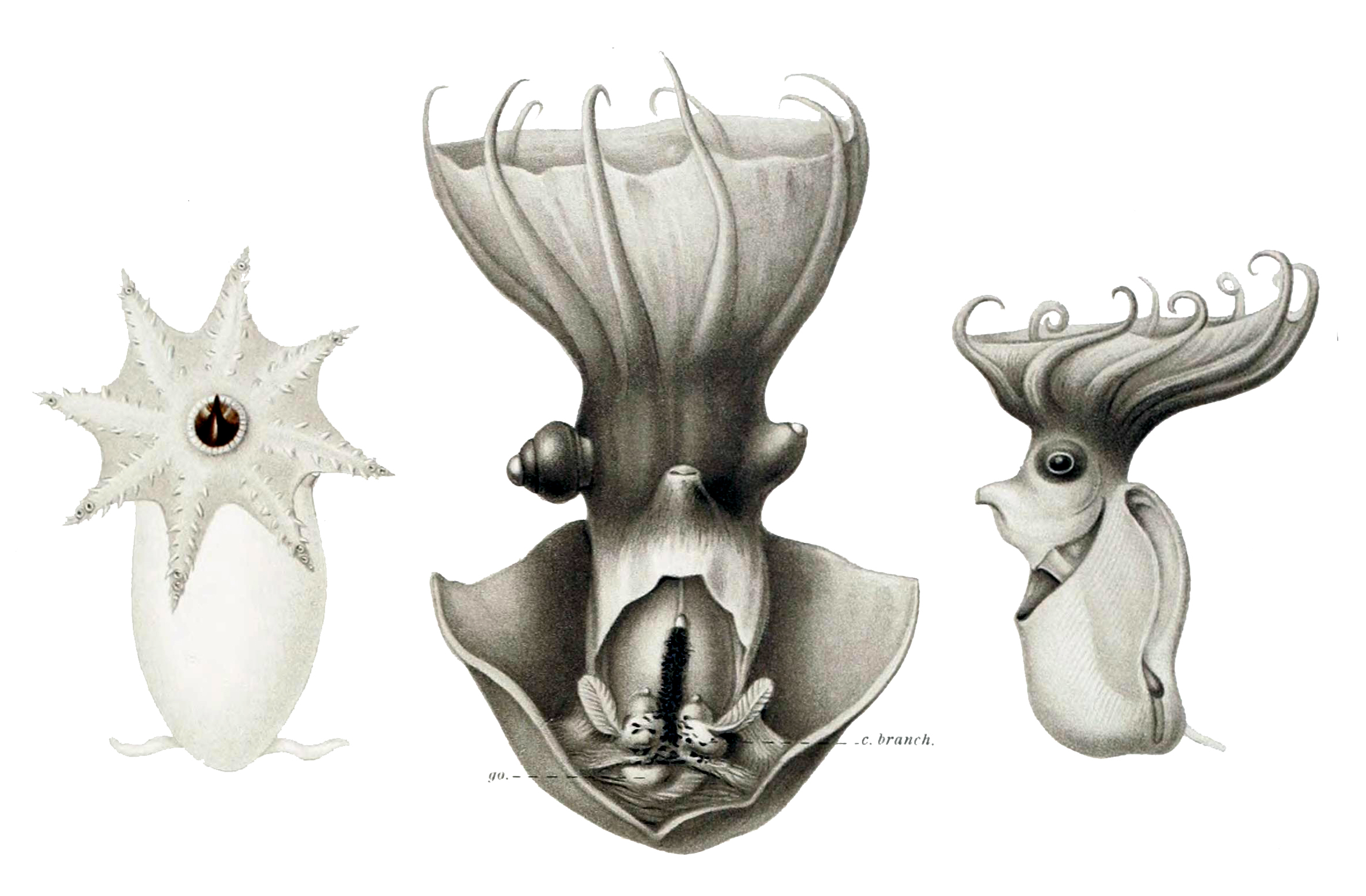
az állatról

## Fordítás
- Ez a szócikk részben vagy egészben  a   Vampire squid című angol Wikipédia-szócikk ezen változatának fordításán alapul.  Az eredeti cikk szerkesztőit annak laptörténete sorolja fel. Ez a jelzés csupán a megfogalmazás eredetét és a szerzői jogokat jelzi, nem szolgál a cikkben szereplő információk forrásmegjelöléseként.